# Typ 88 8-cm-Flugabwehrkanone
Die Typ 88 8-cm-Flugabwehrkanone (japanisch 八八式八糎高角砲 hachihachi-shiki hachi-senchi Kōshahō) war eine Kanone der Kaiserlich Japanischen Marine für See- und Luftzielbeschuss, die ab dem Jahr 1928 (Jahr 2588 nach dem Kōki-Kalender, daher die Jahreszahl der Benennung) speziell als Bewaffnung für einige U-Boote der Seestreitkräfte entwickelt und gefertigt wurde.

## Hintergrund
1928 wurde beschlossen, unter der Bezeichnung Kaigun Chū(5) eine neue Klasse mittelgroßer U-Boote als Ersatz für die veralteten Boote dieser Größenordnung aus dem Ersten Weltkrieg für die Seestreitkräfte zu schaffen. Dafür wurde eine nicht zu schwere Kanone für See- und Luftzielbeschuss vorgesehen. Als Basis diente die Typ 11 8-cm-Flugabwehrkanone der Überwasserkriegsschiffe mit ihrem tatsächlichen Kaliber von 7,62 cm.

## Entwicklung
Die Ausgangswaffe wurde in einigen Punkten modifiziert. So wurde der Keilverschluss wieder horizontal angeordnet. Zudem wurde zur Verbesserung der Treibladungsverbrennung der Querschnitt der Kammer derart verändert, dass diese nun geringfügig länger bei gleichem Volumen war. Größte Änderung war jedoch die Verwendung besonders see- und druckfester Materialien und Bauteile, da die U-Boote oft unter Wasser operieren mussten. Dies machte die Waffen entsprechend teuer in der Herstellung. Bis 1930 war die Entwicklung abgeschlossen und eine Fertigung für geringe Stückzahlen eingerichtet.

## Technik

### Waffe
Das Geschütz besteht aus drei Teilen:
- Rohr
- Oberlafette mit Rohrrücklauf
- Unterlafette mit Pivot

Das einteilige, kaltgestreckte Rohr hatte eine Länge mit Verschluss von 3,203 m, Rohr und Kammer waren 3,048 m lang (L/40). Es hatte einen horizontal eingebauten Querkeilverschluss und war beweglich in einer Rohrmanschette eingebaut. Verwendet wurden Rohre mit 24 Zügen mit Rechtsdrall (Dralllänge 1 zu 28). Das Zugkaliber betrug 5,095 mm bei 1,00 mm Tiefe. Das Feldkaliber betrug 4,070 mm.
Die Oberlafette bestand aus einem federhydraulischen Vorholmechanismus in einem Rohr oberhalb der Rohrmanschette, in die das Rohr beweglich eingelegt war. Sie war an zwei Drehachsen vertikal beweglich an der Unterlafette befestigt. Die Unterlafette bestand aus den mechanischen Richtmechanismen, die durch Handräder bedient wurden. Das Richten erfolgte optisch. Entfernungs- und Richtungsdaten wurden durch Rufe an die Geschützbedienung übermittelt, die die Waffe dann entsprechend manuell eingerichtet. Die Höhenrichtung erfolgte durch einen Zahnkranz an der linken Seite. Dort stand auch der Höhenrichtschütze. Die Seitenrichtung erfolgte über einen Zahnring am oberen Ende des Pivot. So war ein Höhenrichtbereich von −7° bis +75° und ein Seitenrichtbereich von theoretisch 360° möglich.

### Munition
Als Geschosse kamen das 8-cm-Normalgeschoss Nummer 3 Modell 1 (Sprenggeschoss), das 8-cm-Spezial-Normalgeschoss Typ 1 (panzerbrechendes Sprenggeschoss) und eine 8-cm-Exerzierpatrone zum Einsatz.
Die Treibladung war in einer Hülse aus Messing, später aus Stahl, untergebracht. Das Treibladungsgewicht lag bei 0,9 kg. Die Munition wurde patroniert gelagert und durch einen elektrischen Aufzug an die Waffe geliefert. Damit war nur eine Kadenz von sechs Schuss je Minute möglich. Wurde Munition an Deck bereitgehalten, konnten bis zu elf Schuss pro Minute abgegeben werden.
Als Zünder kamen je nach Feuerauftrag Zeitzünder oder Aufschlagzünder mit Zerlegezünder (30 Sekunden) zum Einsatz.
| Bezeichnung                                                            | Bild                                  | Gewicht  | Gewicht     | Sprengstoff    | Zünder                                                              |
| Bezeichnung                                                            | Bild                                  | Geschoss | Sprengstoff | Sprengstoff    | Zünder                                                              |
| ---------------------------------------------------------------------- | ------------------------------------- | -------- | ----------- | -------------- | ------------------------------------------------------------------- |
| 8-cm-Normalgeschoss Nummer 3 Modell 1 (Sprenggeschoss)                 | 8-cm-Normalgeschoss Nummer 3 Modell 1 | 5,99 kg  | 480 g       | Trinitroanisol | Typ 5 Zeitzünder, Typ 88 Aufschlagzünder, 30-Sekunden-Zerlegezünder |
| 8-cm-Spezial-Normalgeschoss Modell 1 (panzerbrechendes Sprenggeschoss) | 8-cm-Spezial-Normalgeschoss Modell 1  | 5,31 kg  | 410 g       | Trinitroanisol | Typ 1 Aufschlagzünder, 30-Sekunden-Zerlegezünder                    |
| 8-cm-Exerziergeschoss                                                  | 8-cm-Exerziergeschoss                 | 5,2 kg   | ohne        | kein           | ohne                                                                |

Mit der Munition war eine Maximalschussweite von 10.800 m möglich. In der Flugabwehr lag die maximale Schusshöhe bei 7100 m.

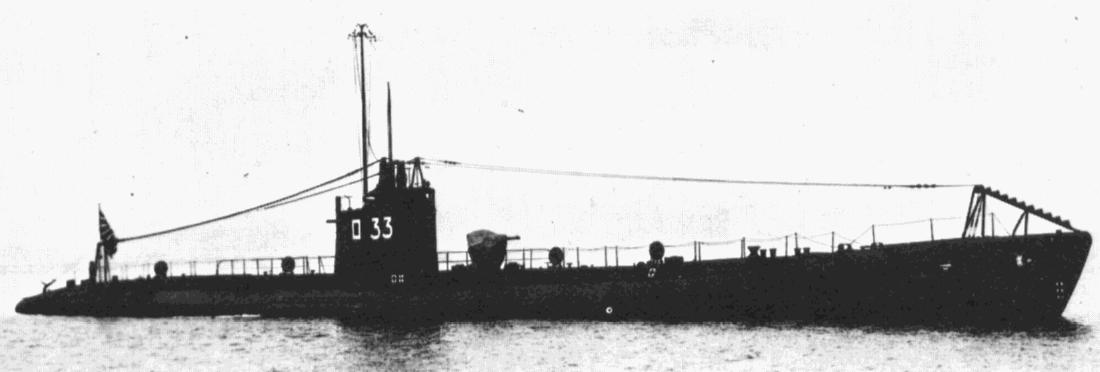
U-Boot R0-33 der Klasse Kaichū(5)

## Produktion und Einsatz
Die Produktion begann im Jahr 1930 in sehr geringem Umfang. Zunächst wurden nur zwei Geschütze für die beiden U-Boote der Kaigun Chū(5)-Klasse benötigt. Hinzu kamen noch wenige Geschütze für die Ausbildung.
Im Rahmen der vorgesehenen Aufrüstung ab Mitte der 1930er-Jahre wurde die U-Boot-Klasse weiterentwickelt zur Kaigun-Chū(6)-Klasse. Im Rahmen des Flottenbauprogramms von 1940 wurden die ersten Boote der Klasse Ende der 1930er-Jahre bestellt. Diese sollten zunächst ohne Bewaffnung bleiben. Nach dem Beginn es Krieges gegen die Westalliierten Ende 1941 zeigte sich schnell, dass dies eine Fehlentscheidung war. Daher wurde die Produktion der Typ 88 8-cm-Flugabwehrkanone wieder begonnen und die U-Boote doch mit dieser Waffe ausgestattet. 80 Boote der Klasse wurden bis 1941 bestellt, aber nach der Fertigstellung von 18 Booten zeigten die Gefechtseinsätze der ersten fertigen Boote schnell, dass das Konzept mittelgroßer Boote mit mittlerer möglicher Tauchtiefe insgesamt veraltet war. Daher wurde die Fertigung eingestellt, womit auch kein Bedarf an der Typ 88 8-cm-Flugabwehrkanone mehr bestand. Eine Fertigung für andere Zwecke war aufgrund der hohen Kosten der einzelnen Geschütze nicht vorgesehen.

## Nachfolger
Da kein Bedarf bestand, gab es keinen Nachfolger.

## Hinweis
Die Waffe hat trotz ähnlicher Benennung nichts mit der Typ 88 7,5-cm-Flugabwehrkanone des Kaiserlich Japanischen Heeres zu tun.
Die Waffe ist auch nicht identisch mit der Typ 88 10-cm-Flugabwehrkanone oder der Typ 88 12-cm-Flugabwehrkanone. Es handelt sich jeweils um separate Konstruktionen für einen ähnlichen Einsatzzweck.
Auch die Typ 98 10-cm-Flugabwehrkanone ist nicht identisch mit dieser Waffe. Diese hat ein ganz anderes Einsatzspektrum.